# Luuk de Jong
Luuk de Jong (* 27. srpna 1990 Aigle) je nizozemský profesionální fotbalista, který hraje na pozici útočníka za nizozemský klub PSV Eindhoven a za nizozemský národní tým.

## Klubová kariéra
Profesionální fotbalovou kariéru zahájil v nizozemském klubu De Graafschap, odkud v létě 2009 přestoupil do FC Twente. Zde zažil velmi úspěšné období, neboť s týmem vyhrál ligovou soutěž Eredivisie (2009/10), nizozemský fotbalový pohár (KNVB beker v sezóně 2010/11) po výhře 3:2 ve finále nad Ajaxem a dvakrát Johan Cruijff Schaal (nizozemský Superpohár v letech 2010, 2011).
V červenci 2012 přestoupil za 5 milionů eur do německého bundesligového klubu Borussia Mönchengladbach, kde podepsal pětiletý kontrakt. Koncem ledna 2014 odešel na půlroční hostování do anglického mužstva Newcastle United FC.
V červenci 2014 přestoupil z Borussie do nizozemského PSV Eindhoven, kde podepsal pětiletou smlouvu. Po sezóně 2018/2019, kdy skončil s PSV Eindhoven druhý v lize, podepsal smlouvu se španělským klubem Sevilla FC.

## Reprezentační kariéra
Luuk de Jong byl členem nizozemských mládežnických výběrů od kategorie U19.
V červnu 2013 byl nominován na Mistrovství Evropy hráčů do 21 let konané v Izraeli. 9. června se podílel jedním gólem na vysoké výhře Nizozemska 5:1 v základní skupině B nad Ruskem. Nizozemský tým si tímto výsledkem (a díky příznivé situaci v dalším utkání) zajistil účast v semifinále, kde vypadl po porážce 0:1 s Itálií.
V A-mužstvu Nizozemska debutoval 9. února 2011 pod trenérem Bertem van Marwijkem v přátelském zápase s Rakouskem. Nastoupil na hřiště Philips Stadionu v 75. minutě za Dirka Kuijta, Nizozemci vyhráli 3:1.

## Úspěchy
- Sestava sezóny Evropské ligy UEFA – 2019/20[10]

## Osobní život
Narodil se ve švýcarském městě Aigle, kde jeho rodiče hráli profesionálně volejbal. Rodina se s ním i jeho bratrem Siemem vrátila do Nizozemska, když mu byly čtyři roky.